# Starlight Dreams
Starlight Dreams (jap. 4月の君、スピカ。, 4-gatsu no Kimi, Spica.) ist eine Mangaserie von Miwako Sugiyama, die von 2015 bis 2017 in Japan erschien. Das Werk ist in die Genres Shōjo und Romantik.

## Inhalt
Obwohl sie die Prüfungen für die Oberschule nicht bestanden hat, kann Sei Saotome durch Glück doch noch Oberschülerin werden. Die Nakano-Higashi-Schule nimmt sie auf, weil noch nicht alle Plätze belegt sind. Doch Seis Leistungen sind auch an der neuen Schule nicht ausreichend und sie kämpft nicht nur mit dem Lernen, sondern ihr fällt es auch schwer ihren Platz in der Klasse zu finden. Der vorlaute Schülersprecher und Klassenbeste Taiyo Udagawa ist ihr dabei keine Hilfe. Doch dann entdeckt sie den Astronomieklub, in den sie von dessen Leiter Mizuki Otaka eingeladen wird. Erfreut nimmt sie die Einladung des gutaussehenden, ruhigen Jungen an. Aber bald muss sie feststellen, dass auch Taiyo im Klub ist. So arrangiert sie sich mit ihm, während sie in der Beobachtung der Sterne zusammen mit Mizuki ein neues Hobby findet.

## Veröffentlichung
Die Serie erschien von Januar 2015 bis April 2017 sowie im März 2019 im Magazin Shōjo Comic beim Verlag Shogakukan. Dieser brachte die Kapitel auch in zehn Sammelbänden heraus. Diese verkauften sich jeweils über 30.000 Mal. Eine Hörspiel-Umsetzung sowie eine Realverfilmung erschienen 2016 auf einer DVD im Shōjo Comic. 2019 kam eine weitere Verfilmung als Realfilm in die japanischen Kinos. Ebenfalls 2019 erscheinen zwei zusätzliche Sonder-Kapitel zu der Serie im gleichen Magazin.
Eine deutsche Übersetzung der ersten neun Bände erschien zwischen Mai 2019 und Dezember 2023 bei Tokyopop; der zehnte Band folgte im Juni 2024.